# Oguta (sø)
Oguta (engelsk: Oguta Lake) er en naturligt skabt ferskvandssø, som ligger i Nigeria. Den region er beliggende i ækvators regnskovsbælte.
5°42′24″N 6°47′33″Ø / 5.70667°N 6.79250°Ø
|  | Infoboks uden skabelon Denne artikel har en infoboks dannet af en tabel eller tilsvarende. |